# Kolding (commune)
Cet article concerne la commune. Pour la ville, voir Kolding.
Kolding est une commune du Danemark de la région du Danemark du Sud.
Elle comptait 89 412 habitants en 2012, pour une superficie de 604,51 km2.
Kolding est le résultat du rassemblement des cinq anciennes communes de Kolding, Lunderskov, Vamdrup, Egtved et Christiansfeld.

## Localités actuelles
| Localités de Kolding |                  |                   |
| Nº                   | Localité         | Population (2012) |
| 1                    | Kolding          | 57 540            |
| 2                    | Vamdrup          | 5 064             |
| 3                    | Lunderskov       | 3 010             |
| 4                    | Christiansfeld   | 2 863             |
| 5                    | Sønder Bjert     | 2 000             |
| 6                    | Almind           | 1 687             |
| 7                    | Vester Nebel     | 1 642             |
| 8                    | Sønder Stenderup | 582               |
| 9                    | Jordrup          | 553               |
| 10                   | Viuf             | 551               |

## Galerie

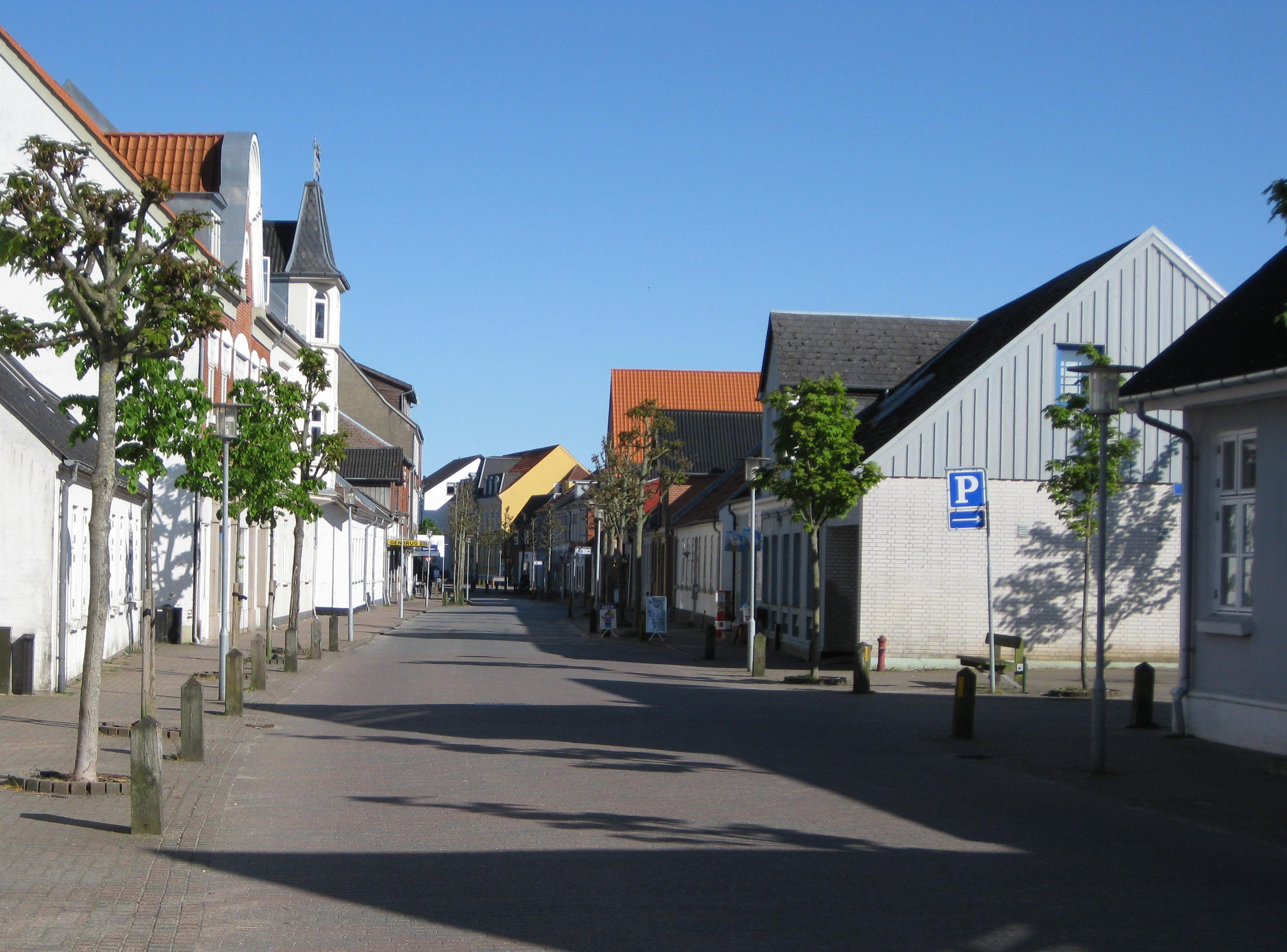
Vamdrup
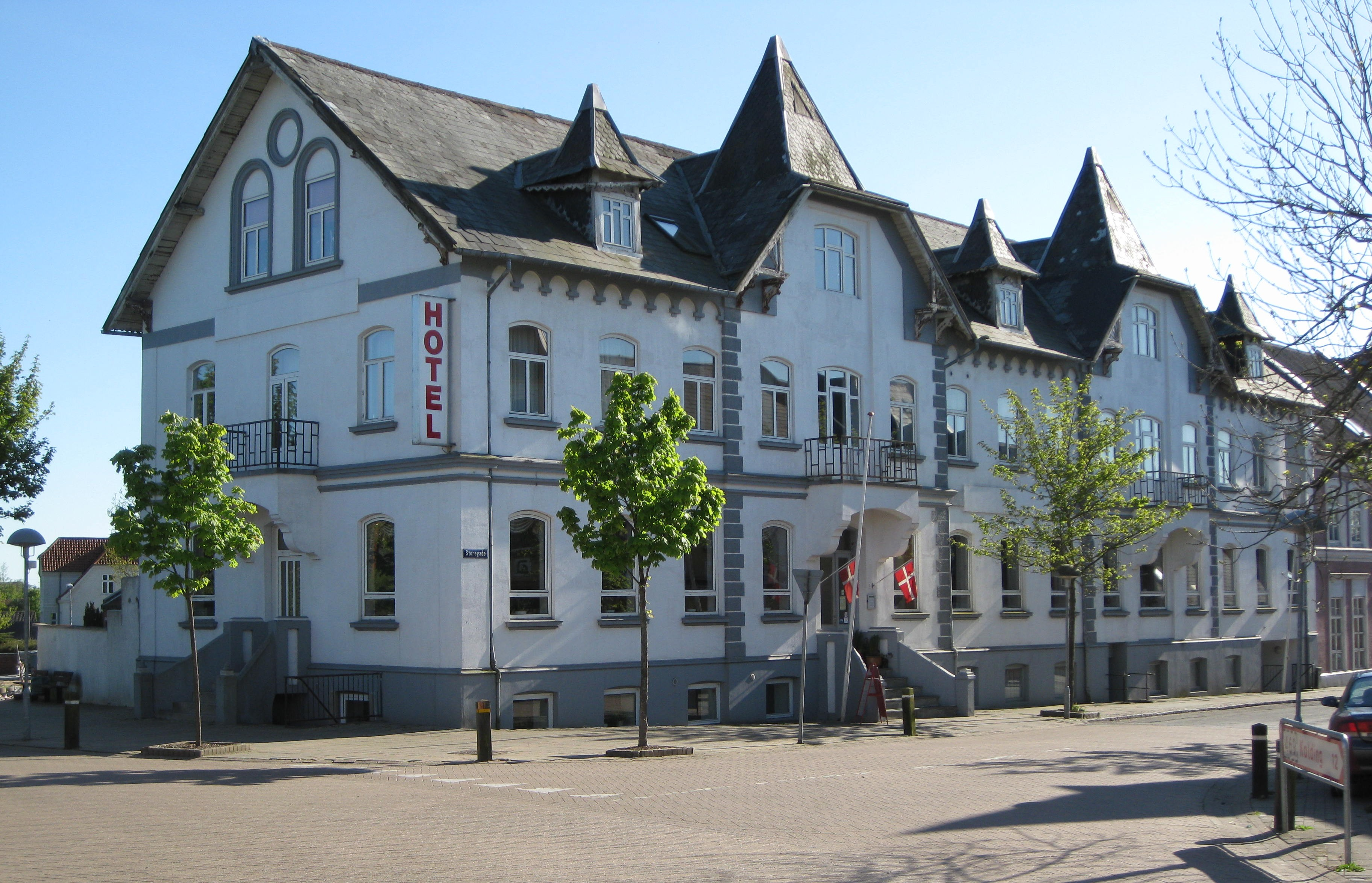
Lunderskov
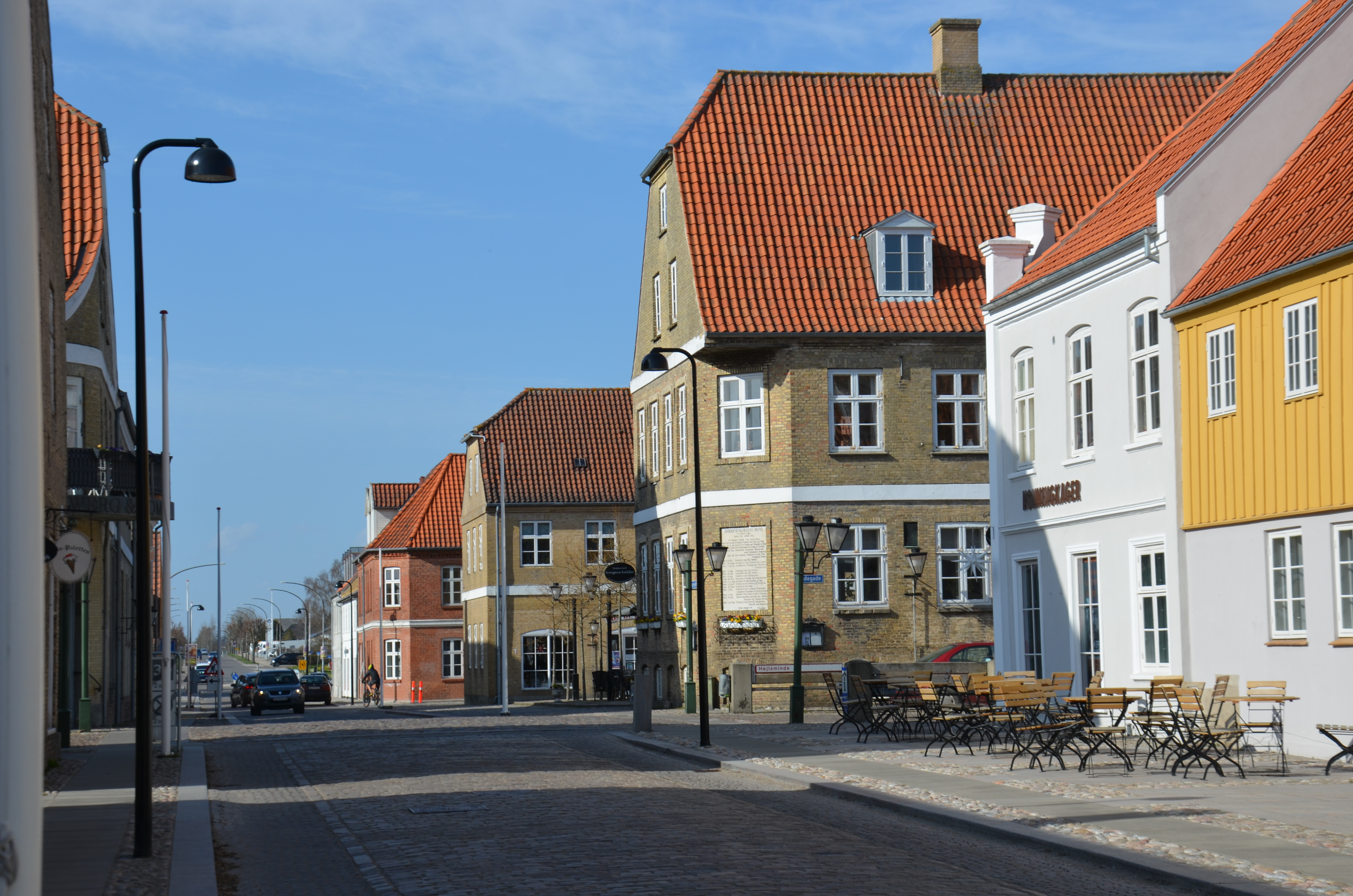
Christansfeld
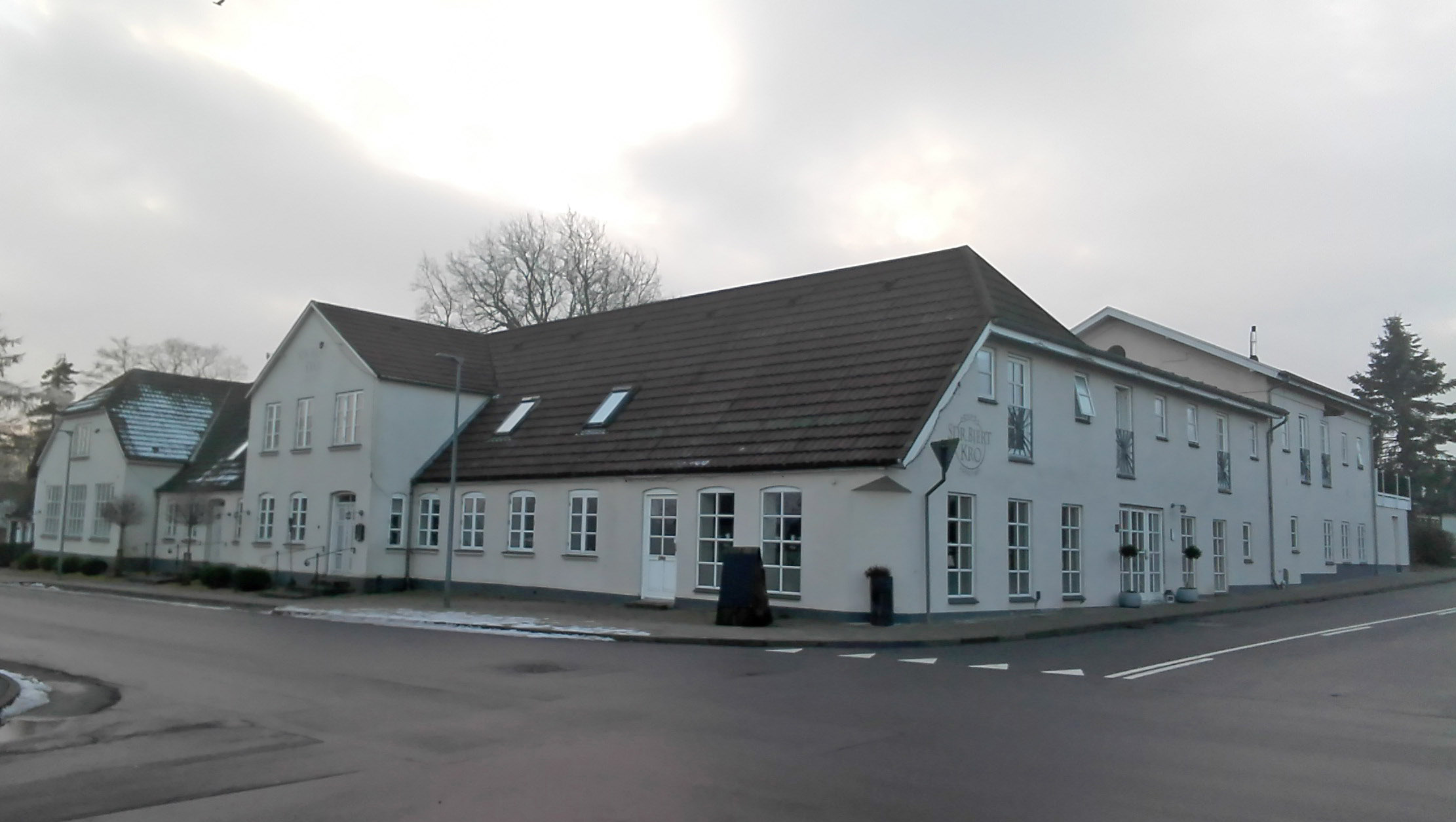
Sønder Bjert
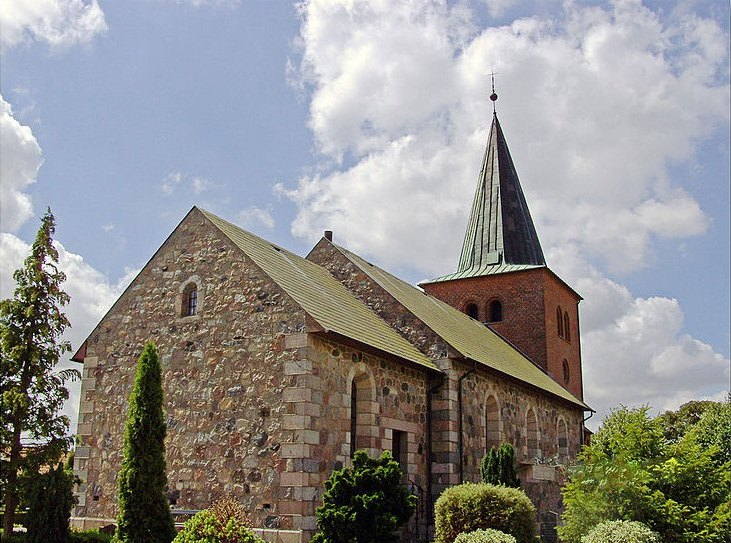
Eglise de Almind
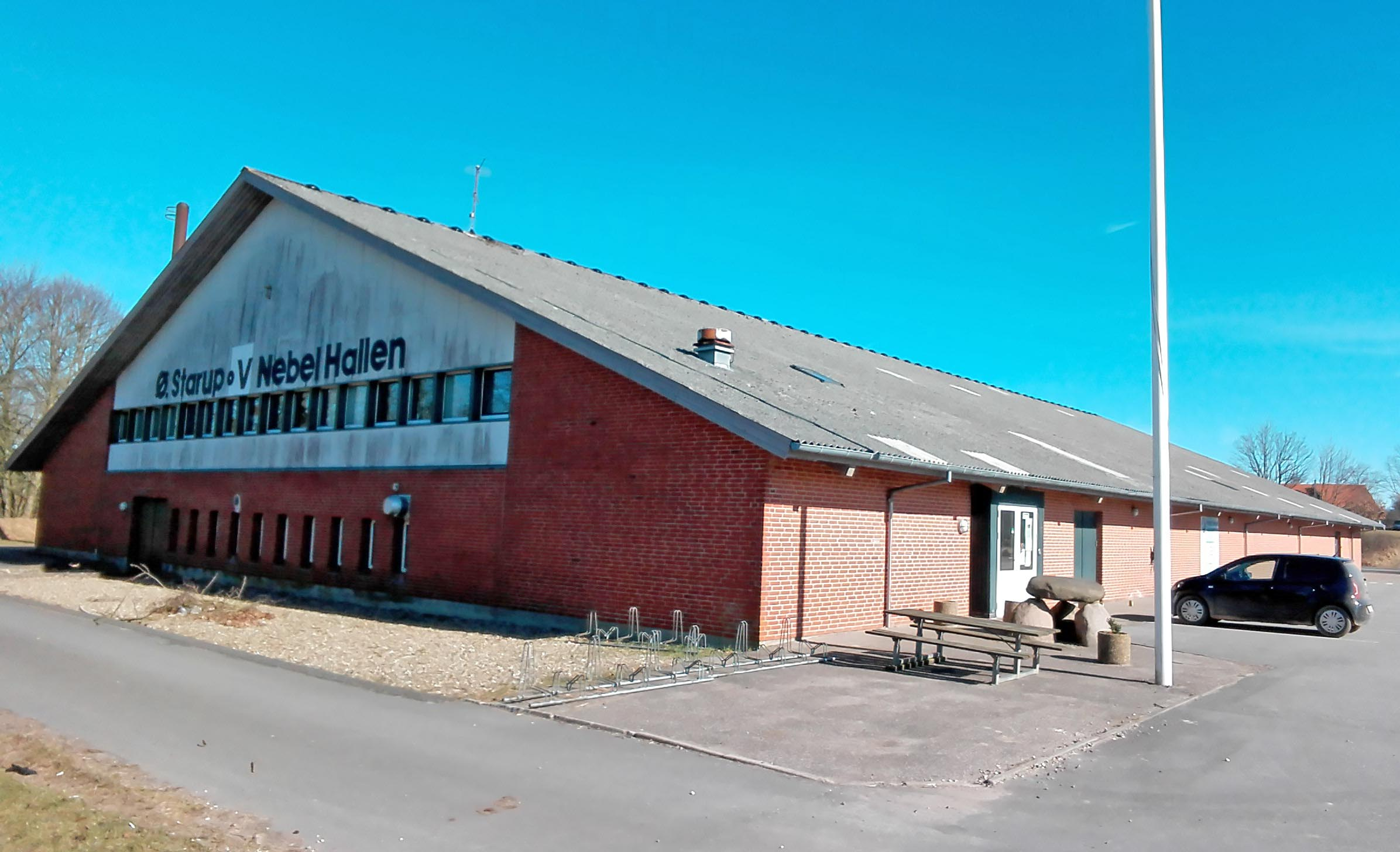
Vester Nebel
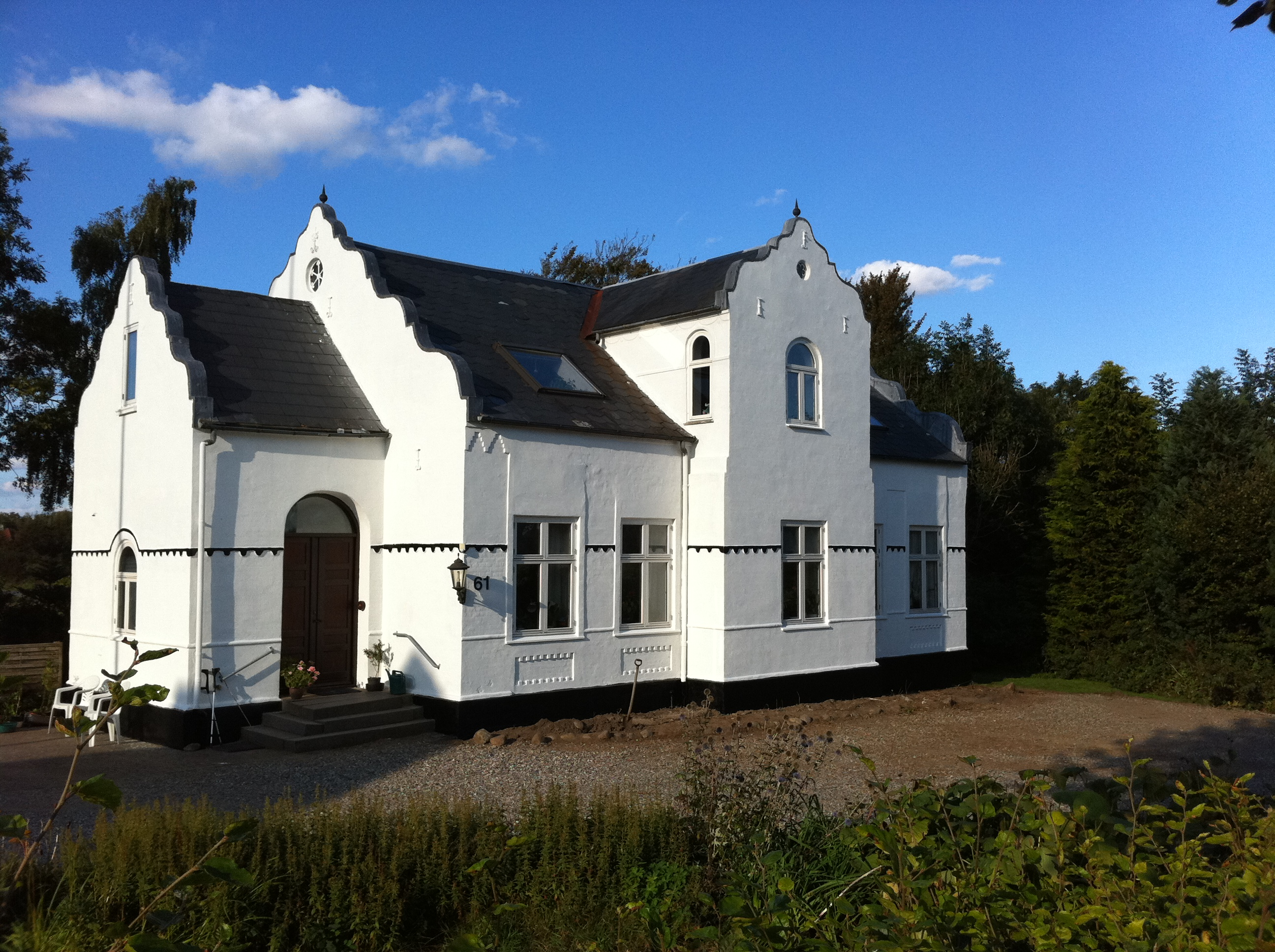
Jordrup
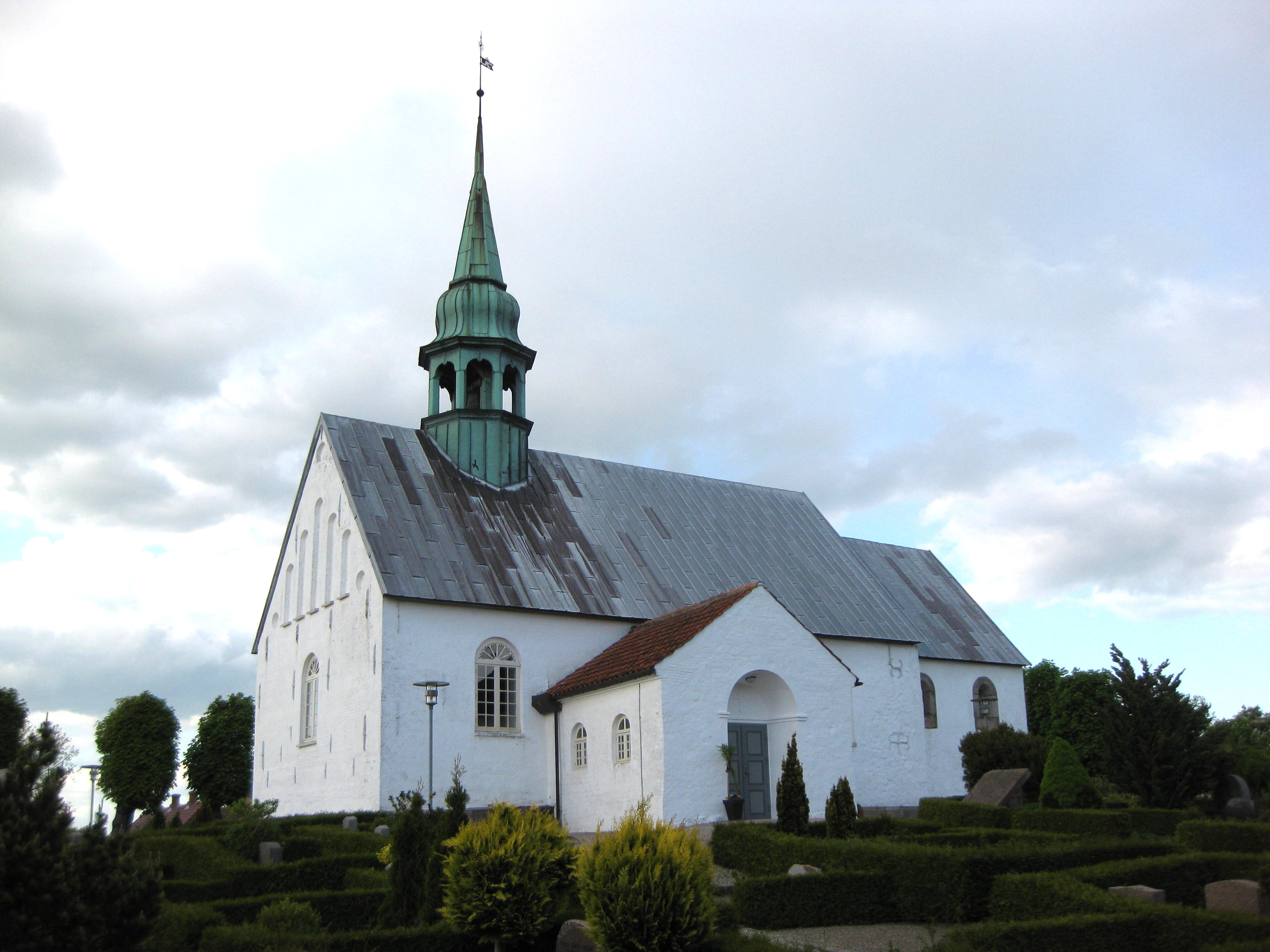
Eglise de Viuf